# Томас Гальдін
Томас Гальдін (швед. Thomas Haldin; нар. 11 липня 1965) — колишній шведський тенісист.
Найвищу одиночну позицію світового рейтингу — 138 місце досяг 24 липня 1989, парну — 699 місце — 10 вересня 1990 року.

## Фінали челленджерів

### Одиночний розряд: 2 (0–2)
| Результат | Ранг | Рік  | Турнір                                  | Покриття | Суперник       | Рахунок  |
| --------- | ---- | ---- | --------------------------------------- | -------- | -------------- | -------- |
| Поразка   | 1.   | 1988 | Parioli Challenger, Parioli, Італія     | Ґрунт    | Массімо Сієрро | 1–6, 1–6 |
| Поразка   | 2.   | 1988 | Cascais Challenger, Кашкайш, Португалія | Килим    | Едуардо Массо  | 1–4 RET  |